# ووهیلاوا (نوسی واریکا)
ووهیلاوا (به لاتین: Vohilava) یک منطقهٔ مسکونی در ماداگاسکار است که در نوسی واریکا واقع شده‌است. ووهیلاوا ۱۱٬۵۲۶ نفر جمعیت دارد و ۷۴ متر بالاتر از سطح دریا واقع شده‌است.